# HD 3014
HD3014 є хімічно пекулярною зорею, що
знаходиться  у сузір'ї Гідра,
й має видиму зоряну величину в
смузі V приблизно 9.9.